# Gare de Veynes-Dévoluy
Gare de Veynes-Dévoluy vasútállomás Franciaországban, Veynes településen.

## Vasútvonalak
Az állomást az alábbi vasútvonalak érintik:
- Veynes–Briançon-vasútvonal
- Lyon-Perrache-Grenoble-Marseille-vasútvonal

## Kapcsolódó állomások
A vasútállomáshoz az alábbi állomások vannak a legközelebb:
- Gare de Luc-en-Diois
- Gare de Serres
- Gare d’Aspres-sur-Buëch (TER 63)
- Gare de Gap